# Orrbyfjärden
Orrbyfjärden (finska: Orrbynselkä) är en fjärd i Borgå, Östra Nyland, Södra Finlands län. Orrbyfjärden har problem med syrefria bottnar.